# 3 Pułk Bersalierów
3 Pułk Bersalierów (wł. 3° Reggimento Bersaglieri) – włoski pułk lekkiej piechoty zmotoryzowanej, należący do formacji bersalierów (wł. bersaglieri).
3 Pułk Bersalierów został sformowany 31 grudnia 1861. Brał udział m.in. w działaniach zbrojnych I i II wojny światowej oraz w misjach pokojowych w Libanie (1982–1983) i w Somalii (1994).
Od 2009 wchodzi w skład Brygady Zmechanizowanej „Sassari” stacjonującej na Sardynii. 3 Pułk Bersalierów jest dyslokowany w Capo Teulada, dokąd w 2009 został przeniesiony z Mediolanu (w latach 2002–2009 wchodził w skład Brygady Pancernej „Ariete”).